# Clubiona rava
Clubiona rava är en spindelart som beskrevs av Simon 1886. Clubiona rava ingår i släktet Clubiona och familjen säckspindlar.
Artens utbredningsområde är Senegal. Inga underarter finns listade i Catalogue of Life.